# Noureddine Ould Ali
Noureddine Ould Ali (Bab El Oued, Argelia, 23 de junio de 1972) es un entrenador de fútbol argelino. Actualmente dirige a la selección de Yemen.

## Trayectoria
Ould Ali nació en Bab El Oued, un suburbio de la provincia de Argel, Argelia, el 23 de junio de 1972. Jugó al fútbol en la localidad de Aïn Benian, antes de asistir a la universidad.
En 1992, comenzó a entrenar al equipo sub-20 del US Chaouia. Tras una etapa en Chaouia, se mudó a Francia para entrenar en el club US Rouet, con sede en Marsella. Allí conoció al ex internacional francés François Bracci, a quién lo siguió en su aventura en el CS Constantine y en MC Alger.En 2013, se trasladó al USM Alger y se convirtió en asistente de Rolland Courbis.
En abril de 2018, Ould Ali fue oficializado como entrenador de la selección de Palestina en reemplazo de Julio César Baldivieso.Dirigió al seleccionado asiático en su segunda participación en la Copa Asiática, donde quedaron eliminados sin marcar un gol y tras obtener sólo dos puntos, después de haber disputado dos empates sin goles contra Siria y Jordania.El 25 de abril de 2021, dejó su cargo de mutuo acuerdo.
El 27 de enero de 2022, fue confirmado como entrenador de la selección sub-23 de Argelia.Luego de no poder clasificar al seleccionado a los Juegos Olímpicos de París, dejó su cargo en marzo de 2023.
En enero de 2024, fue anunciado como entrenador de la selección de Yemen.

## Clubes

### Como entrenador
| Club                        | País      | Año           |
| --------------------------- | --------- | ------------- |
| Selección de Palestina      | Palestina | 2018-2021     |
| Selección sub-23 de Argelia | Argelia   | 2022-2023     |
| Selección de Yemen          | Yemen     | 2024-presente |